# Ведмежа лапа
Ведмежа лапа (скорочено просто лапа) — негеральдична фігура в геральдиці та популярна в Німеччині геральдична фігура.
Частина лапи ведмедя зображується на гербі чи гербовому полі. Лапа ведмедя в основному зображена чорним кольором. Кігті як озброєння часто мають контрастний колір і повинні відповідним чином згадуватися в описі герба. Якщо лапа описана як відірвана, точка роз’єднання потерта і пофарбована червоним кольором. Розташування лапи ведмедя в гербі може бути досить різним. Він може виступати з краю або прорізу зліва чи справа, розташовуватися полюсно, під нахилом або просто висіти в повітрі в стовп. Також не є незвичайним мати поряд  на гербі такі об’єкти, як мечі, хрести чи подібні предмети, але вони повинні бути згадані в описі герба. Якщо в гербі дві лапи, то паралельне або схрещене положення описується згідно з геральдичними правилами. Якщо дві лапи включені в герб як одне ціле, розділові поверхні об’єднуються, пр що має бути повідомлено. З’єднання часто позначається написом «покритий/з’єднаний плеврою». Слід лапи також з'являється на гербі, про що потрібно чітко зазначити. Це зображення є рідкісним. Лапа або кілька лап у верхньому гербі також повинні бути описані відповідним чином.

## Приклади

Ахім
Еші-бай-Шпіц
Альтенау
Азендорф
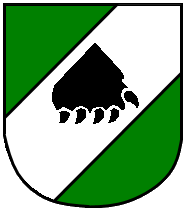
Беренклау
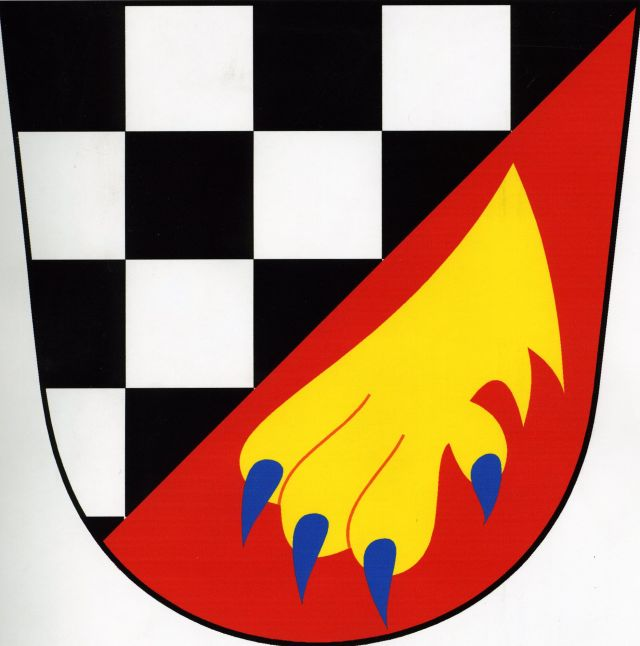
Безверов
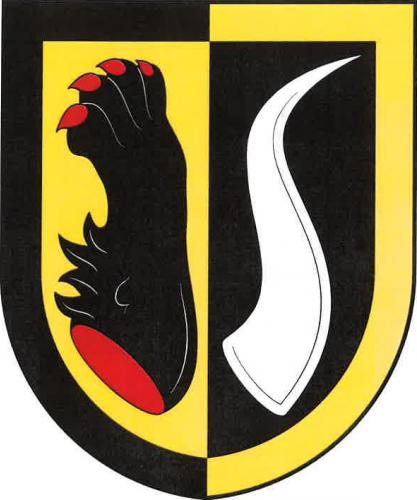
Бєшини
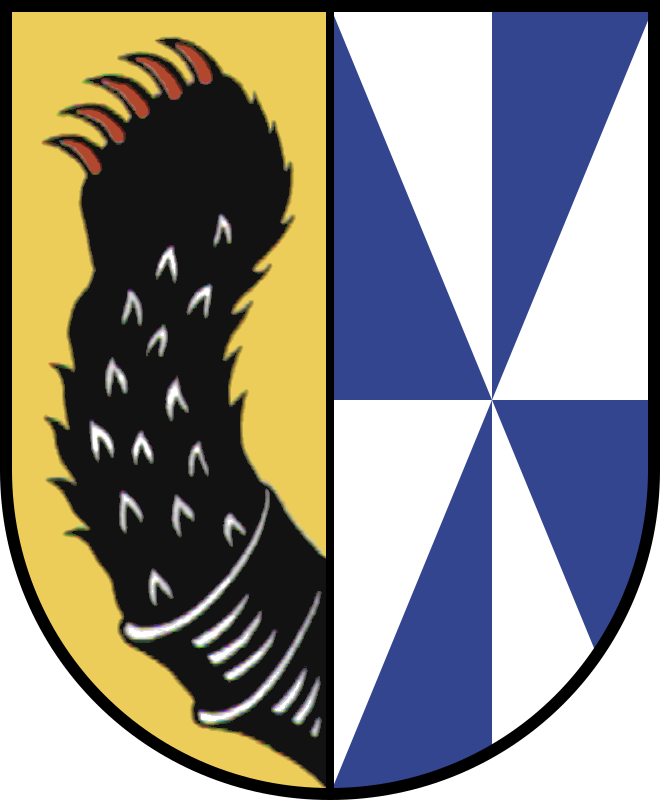
Брухгаузен-Фільзен
Бюкен
Бюрен-ан-дер-Ааре
Діпгольц (район)
Гемзен
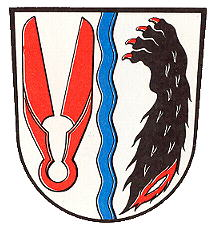
Гессельбах (Вільгельмсталь)
Об'єднаний муніципалітет графства Гойя
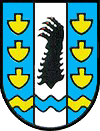
Кірхдорфська колективна громада
Коллікен
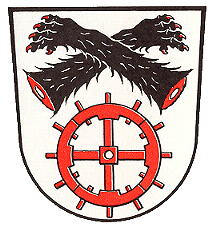
ризен (Кронах)
Ландкерн
Майгінген
Менгофен
Мронгово
Ніждау (округ)
Нінбург (район)
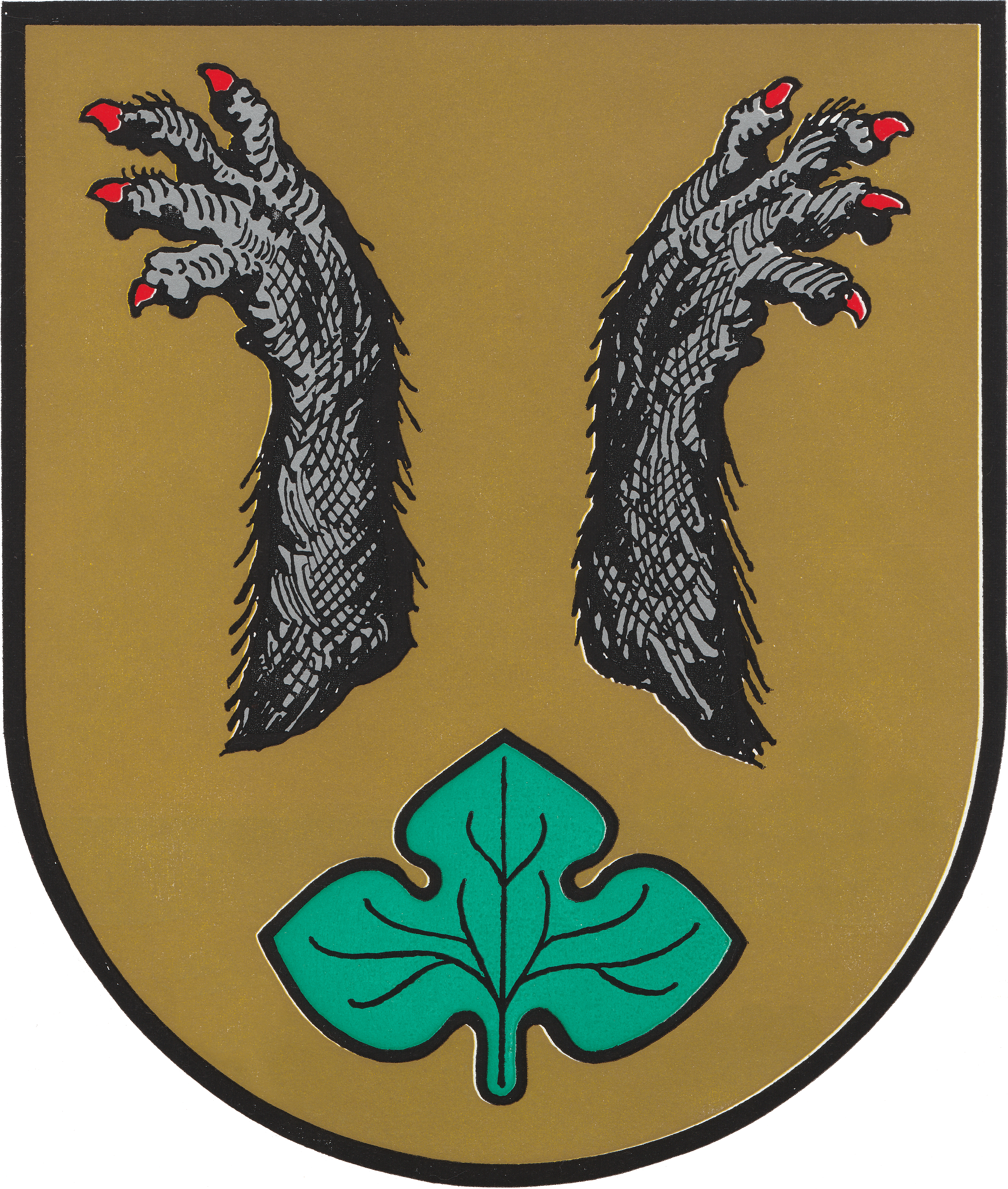
Нордан (Міттельстенахе)
Нуйямаа
Пульсніц
Рюшегг
Шварме
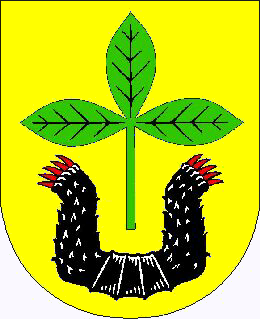
Зіденбург
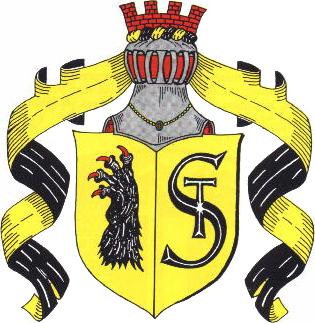
Штаєрберг
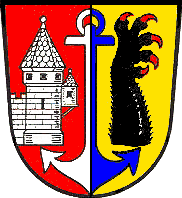
Штольценау
Зулінген
Зике
Трестау
Філліген
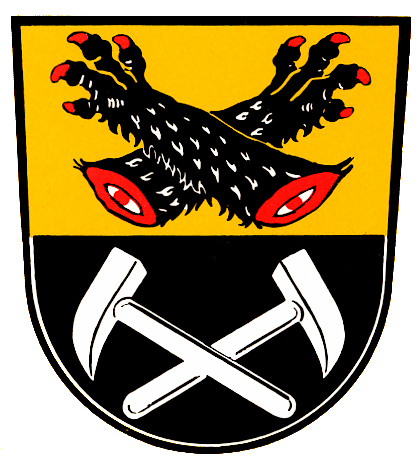
Фордорф (Трестау)
Колишній герб Вьоре (1955–2006)
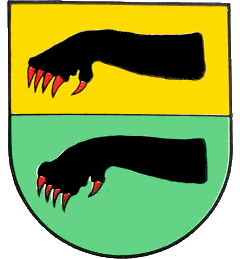
Ях
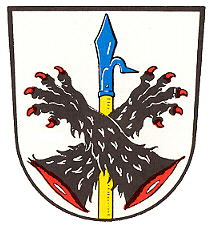
Зеєрн
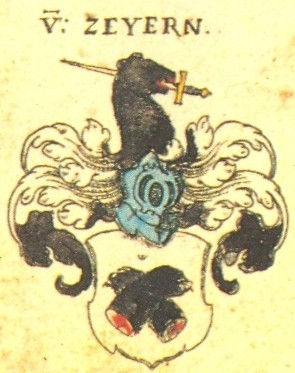
Зеєрни
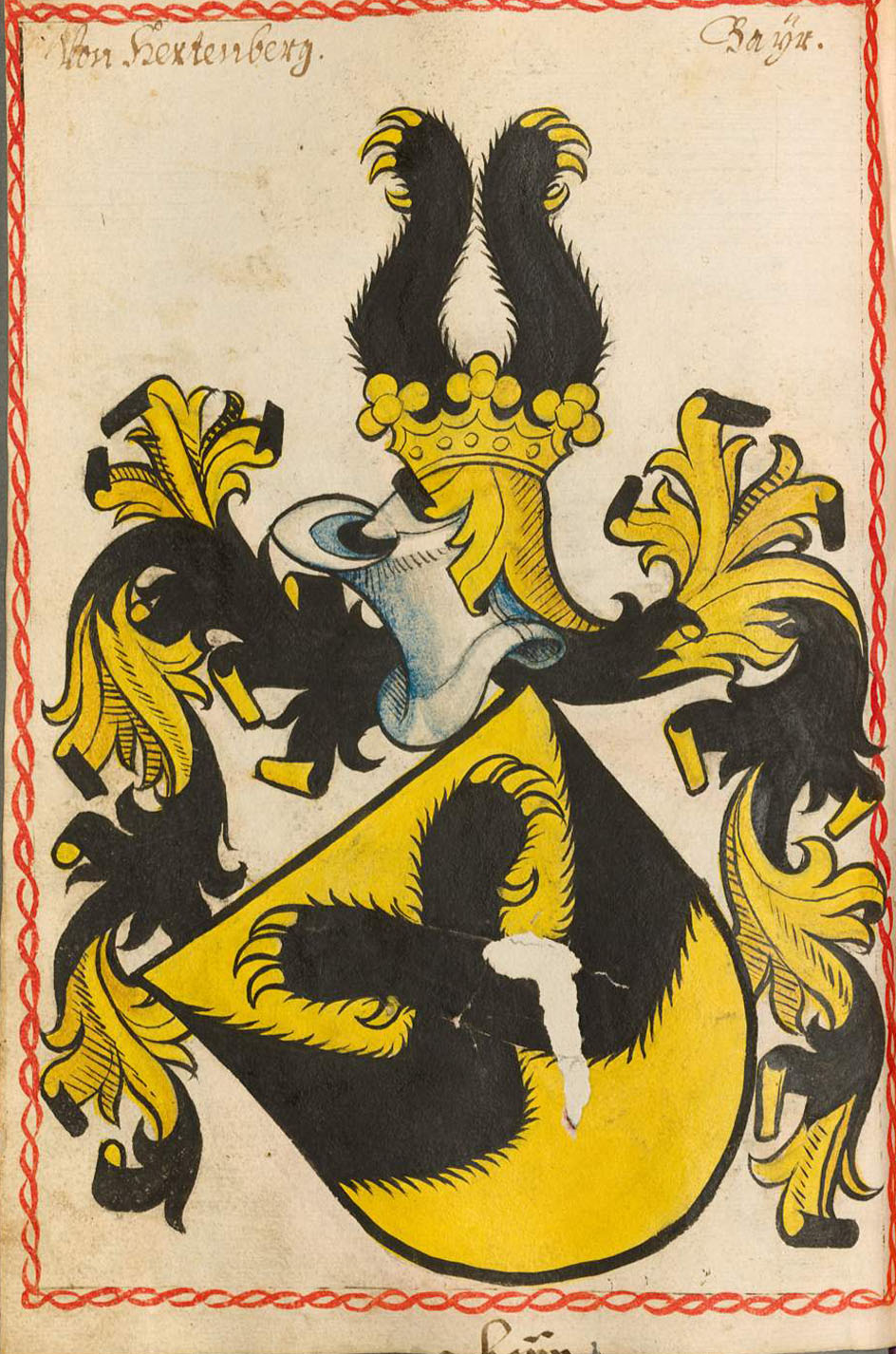
Гертенберги

## Веб-посилання
- Bärentatze в Heraldik-Wiki